# Clara City
Clara City ist eine Kleinstadt (mit dem Status „City“) im Chippewa County im mittleren Südwesten des US-amerikanischen Bundesstaates Minnesota. Das U.S. Census Bureau hat bei der Volkszählung 2020 eine Einwohnerzahl von 1.423 ermittelt.

## Geografie
Clara City liegt auf 44°57′18″ nördlicher Breite und 95°21′59″ westlicher Länge und erstreckt sich über 4,51 km².
Benachbarte Orte von Clara City sind Raymond (12,4 km nordöstlich), Prinsburg (15,2 km östlich), Sacred Heart (20,9 km südlich) und Maynard (10,3 km südwestlich).
Die nächstgelegenen größeren Städte sind Minneapolis (182 km östlich), Minnesotas Hauptstadt Saint Paul (211 km in der gleichen Richtung), Rochester (330 km südöstlich), Sioux Falls in South Dakota (220 km südwestlich) und Fargo in North Dakota (277 km nordnordwestlich).

## Verkehr
In Clara City kreuzt die von West nach Ost verlaufende Minnesota State Route 7 die von Nordost nach Südwest führende Minnesota State Route 23. Alle weiteren Straßen sind untergeordnete Landstraßen, teils unbefestigte Fahrwege oder innerstädtische Verbindungsstraßen.
Parallel zur MN 23 verläuft eine Eisenbahnlinie der BNSF Railway.
Der Montevideo-Chippewa County Airport befindet sich 30 km westlich. Der nächste Großflughafen ist der Minneapolis-Saint Paul International Airport (181 km östlich).

## Demografische Daten
Nach der Volkszählung im Jahr 2010 lebten in Clara City 1360 Menschen in 584 Haushalten. Die Bevölkerungsdichte betrug 301,6 Einwohner pro Quadratkilometer. In den 584 Haushalten lebten statistisch je 2,21 Personen.
Ethnisch betrachtet setzte sich die Bevölkerung zusammen aus 96,9 Prozent Weißen, 0,5 Prozent Afroamerikanern, 0,1 Prozent amerikanischen Ureinwohnern, 0,1 Prozent Asiaten sowie 1,4 Prozent aus anderen ethnischen Gruppen; 1,0 Prozent stammten von zwei oder mehr Ethnien ab. Unabhängig von der ethnischen Zugehörigkeit waren 3,8 Prozent der Bevölkerung spanischer oder lateinamerikanischer Abstammung.
22,9 Prozent der Bevölkerung waren unter 18 Jahre alt, 50,3 Prozent waren zwischen 18 und 64 und 26,8 Prozent waren 65 Jahre oder älter. 52,4 Prozent der Bevölkerung war weiblich.

Das mittlere jährliche Einkommen eines Haushalts lag bei 38.704 USD. Das Pro-Kopf-Einkommen betrug 21.228 USD. 10,5 Prozent der Einwohner lebten unterhalb der Armutsgrenze.